# Nykøbing Falster
Nykøbing Falster è un centro abitato danese situato nel comune di Guldborgsund (del quale è il centro amministrativo), nella regione della Selandia.

## Geografia fisica
Nykøbing Falster è la città più grande delle isole di Lolland e Falster; spesso il toponimo viene abbreviato con la dicitura "Nykøbing F" per distinguerlo da Nykøbing Sjælland e Nykøbing Mors.
Nykøbing si trova a 37 km da Vordingborg, a circa 20 da Gedser e 137 da Copenaghen.
La parte orientale, e maggiore, della cittadina sorge sull'isola di Falster (Nykøbing Falster), mentre quella occidentale (Nykøbing Skovhuse) si trova sull'isola di Lolland.

## Infrastrutture e trasporti
La stazione ferroviaria di Nykøbing è ben collegata alla capitale danese tramite un servizio di treni regionali. Da essa si diramano inoltre 3 linee: Una per Odense (che si congiunge alla Germania per via continentale), una per Rødbyhavn (nell'ex comune di Rødby, collegata alla Germania per via marittima con Puttgarden), ed una per Gedser. Quest'ultima linea fungeva da collegamento ferroviario (via mare) fra Berlino e Copenaghen, prima che fossero interrotto tale tipo di transito da/per Rostock.
A livello stradale il traffico maggiore proviene dalla E55 Helsingborg-Calamata (da Gedser a Copenaghen), per via dei collegamenti navali (Scandlines) con Rostock che sono la via più breve fra le capitali tedesca e danese.
Altresì importante è la Strada statale 9, che congiunge Nykøbing all'autostrada nonché al porto di Rødbyhavn e ad Odense (per poi raggiungere lo Jutland).

## Amministrazione

### Gemellaggi
- Lublino
- Nyköping